# FSV Union Fürstenwalde
El FSV Union Fürstenwalde es un equipo de fútbol de Alemania que juega en la NOFV-Oberliga Nord, una de las ligas regionales que conforman la quinta división de fútbol en el país.

## Historia
Fue fundado en el año 1919 en la ciudad de Fürstenwalde/Spree en Brandeburgo como la sección de fútbol del SC Union 06 Oberschöneweide, y en 1927 cambian su nombre por el de SC Union Fürstenwalde luego de separarse del SC Union 06 Oberschöneweide y ser un equipo independiente.
En 1971 pasa a llamarse Dynamo Fürstenwalde luego de fusionarse con varios equipos de la región y con una cercana relación con Stasi, la policía secreta de Alemania Oriental. Deportivamente el club era protagonista en la DDR-Liga, la segunda división de Alemania Oriental, pero con la caída de Alemania Oriental y la Reunificación alemana el club desaparece, y ese mismo año es refundado como Union.
En 2002 se fusiona con el Wacker Fürstenwalde para dar origen al equipo actual, pasando por las divisiones regionales hasta que en 2011 logra el ascenso a la NOFV-Oberliga Nord, donde en un lapso de cinco años logra el ascenso a la Regionalliga Nordost por primera vez en su historia.

## Palmarés
- DDR-Liga Staffel B: 1

1979–80
- Brandenburg-Liga: 1 (VI)

2010–11
- Landesliga Brandenburg-Süd: 1

2007–08
- NOFV-Oberliga Nord: 1 (V)

2015–16